# Masicera silvatica
Masicera silvatica är en tvåvingeart som först beskrevs av Fallen 1810.  Masicera silvatica ingår i släktet Masicera och familjen parasitflugor. Arten är reproducerande i Sverige. Inga underarter finns listade i Catalogue of Life.